# Mános Hadjidákis
 (novembre 2012).
Si vous disposez d'ouvrages ou d'articles de référence ou si vous connaissez des sites web de qualité traitant du thème abordé ici, merci de compléter l'article en donnant les références utiles à sa vérifiabilité et en les liant à la section « Notes et références ».
Pour les articles homonymes, voir Hadjidakis.
Mános Hadjidákis (en grec moderne : Εμμανουήλ "Μάνος" Χατζιδάκις Emmanouíl « Mános » Chatzidákis), né le 23 octobre 1925 à Xánthi, dans le nord-est de la Grèce, et mort le 15 juin 1994 à Athènes, est un compositeur grec. En 1961, il reçut l'Oscar de la meilleure chanson, pour sa chanson du film Jamais le dimanche de Jules Dassin. Il est, à l’égal de Míkis Theodorákis, extrêmement populaire en Grèce, et on lui doit l'introduction de la musique de bouzouki dans la culture classique.

## Biographie

### Premiers travaux
Ses premières œuvres furent des musiques pour des mises en scène de Karolos Koun (en) au théâtre des arts d'Athènes. Cette collaboration dura 15 ans. Sa première composition pour le piano, « Pour un petit coquillage blanc » (Gia Mia Mikri Lefki Ahivada) fut publiée en 1947. En 1948, il donna une conférence restée célèbre et qui secoua le monde musical officiel grec, sur le rebetiko. Ce style de chanson populaire fleurissait dans des villes grecques, surtout au Pirée, autour des réfugiés venus d'Asie mineure en 1922. Avant cette conférence, il était considéré comme une musique des bas-fonds et méprisé. Ses musiciens étant en outre perçus comme consommateurs de cannabis. Hadjidakis mit l'accent sur la simplicité de l'expression, le profond ancrage dans la tradition et la sincérité de l'émotion dans le rebetiko, et loua des compositeurs comme Markos Vamvakaris et Vassílis Tsitsánis. Joignant la théorie et la pratique, il adapta des classiques du rebetiko dans son œuvre pour Piano « Six tableaux folkloriques » (Exi Laikes Zografies), qui fut par la suite montée comme ballet populaire.
À partir de cette période, il poursuivit une double carrière, composant des chansons populaires et des musiques de film, aussi bien que des œuvres plus sérieuses, comme "Le cycle du C.N.S." (O Kyklos tou C.N.S.) en 1954, un ensemble de pièces pour voix et piano, rappelant le lied dans leur forme, sinon dans leur style. En 1955, il composa la musique du film Stélla de Michael Cacoyannis, dont l'actrice Melina Mercouri, une amie proche, interpréta la chanson Agapi pou 'gines dikopo mahairi (« Amour, toi qui es devenu une arme à double tranchant »). Hadjidakis déclarait écrire ses œuvres sérieuses pour lui-même et les autres comme gagne-pain : cependant son talent mélodique est manifeste dans les deux genres.
Hadjidakis rencontra Nana Mouskouri en 1959 et la déclara être son « interprète idéale ». Il connut le succès international en 1960, sa musique pour le film de Jules Dassin Jamais le dimanche (Ποτέ την Κυριακή, Pote tin Kyriaki) obtenant un oscar et la chanson Les Enfants du Pirée (Τα παιδιά του Πειραιά, Ta Paidia tou Peiraia) devenant un succès mondial.
En 1962, il produisit la comédie musicale Rue des rêves (Odos Oneiron) et termina sa partition pour Les oiseaux d'Aristophane (Ornithes), une autre production du Théâtre des Arts, qui causa un scandale à cause de la mise en scène révolutionnaire de Karolos Koun (en). Cette partition fut aussi utilisée plus tard par Maurice Béjart pour son Ballet du XXe siècle.
En 1965, son disque To Hamóyelo tis Tziokóndas (en) (le Sourire de la Joconde) parut chez Minos-EMI. Il fut republié en 2004, dans la collection EMI Classics.
En 1969, Hadjidakis est coauteur de la chanson poignante "Le facteur", interprétée par l'autre coauteur, Georges Moustaki.
En 2017, Lula Pena le chante dans son troisième album, Archivo Pittoresco.

### Séjour aux États-Unis
En 1966, il partit pour New York pour la première de Ilya Darling, une comédie musicale jouée à Broadway, basée sur Jamais le dimanche. Il ne revient en Grèce qu'en 1972, surtout à cause de son opposition à la dictature militaire. Parmi ses principales compositions de cette période, on peut citer Rhythmologie (Rythmologia) pour piano solo, sa fameuse compilation orchestrale Le Sourire de la Joconde (en) (produit  par nul autre que Quincy Jones), et le sommet de son art musical, le cycle de chansons  Magnus Eroticus (Megalos Erotikos), pour lequel il utilisa des poèmes grecs anciens (Sappho, Euripide), médiévaux (des strophes de chants populaires et la romance Érophile de Georges Chortatzis) et modernes (Dionýsios Solomós, Constantin Cavafy, Odysséas Elýtis, Nikos Gkatsos, Myrtiotissa, Georges Sarantaris (el)) ainsi qu'un extrait du livre la Sagesse de Salomon de l'Ancien Testament.  Son disque Reflections (en) avec le New York Rock & Roll Ensemble (en) contenait plusieurs de ses chansons les plus magnifiques, sous forme orchestrale ou avec des paroles composées par le groupe, et précéda la tendance fusion de plusieurs décennies.

### Retour en Grèce
Revenu en Grèce, Hadjidakis enregistra Magnus Eroticus avec Fleury Dandonaki (el), alto venue du monde de l'opéra qui fut sa meilleure interprète, et Dimitris Psarianos. Après la chute de la dictature, il eut un rôle actif dans la vie publique et occupa des postes à l'Orchestre national d'Athènes (KOA), à l'opéra national (ELS), et à la radio nationale (ERT). En 1976, il fit enregistrer Ta paraloga Op. 32 (τα παραλογα)(Les absurdités) sur un texte de Nikos Gkatsos, interprété par María Farantoúri, Mikis Theodorakis, Dionysis Savvopoulos (el), Melina Mercouri et Ilias Liougos. Angélique Ionatos, invitée au début des années 2000 sur France Musiques, en fit écouter un extrait dont Jean-Michel Damian admira l'orchestration subtile.
À la mort de Nino Rota, il aurait dû écrire des musiques pour les films de son ami Federico Fellini, mais à cause de ses propres problèmes de santé cette collaboration ne se réalisa jamais. Il mourut le 15 juin 1994 de diabète et de problèmes cardiaques.

## Autres activités
En 1958, Hadjidakis lança sa propre compagnie d'édition phonographique "Seirios" (Sirius).  En 1989, il fonda et dirigea l'Orchestre des Couleurs (Orhistra ton Chromaton), un petit orchestre symphonique.

## Hommages
En 1999, à l'occasion du cinquième anniversaire de sa mort, Daniel Lommel directeur artistique de l'Aenaon dance theatre chorégraphie sous le titre de Fragments d'amour (Apospasmata Erota) un hommage réunissant quatorze des chansons les plus célèbres du compositeur.

## Filmographie partielle
- 1946 : Esclaves non asservis (Αδούλωτοι σκλάβοι) de Vion Papamichaïl
- 1949 : Le Rocher rouge (Ο Κόκκινος Βράχος) de Grigóris Grigoríou
- 1949 : Dyo kosmoi (Δυο κόσμοι) de Yannis Filippou et Jason Novak
- 1951 : Ville morte (Νεκρή Πολιτεία) de Frixos Iliadis
- 1952 : Le Grognon (Νεκρή Πολιτεία) de Frixos Iliadis
- 1952 : L'Agnès du port  (Η Αγνή του λιμανιού) de Yórgos Tzavéllas
- 1953 : Oi ouranoi einai dikoi mas (Οι ουρανοί είναι δικοί μας) de Dinos Dimopoulos
- 1954 : Ville magique (Μαγική πόλη) de Níkos Koúndouros
- 1955 : Stella, femme libre (Στέλλα) de Michael Cacoyannis
- 1955 : La Fausse Livre d'or (Η κάλπικη λίρα) de Yórgos Tzavéllas
- 1955 : Pain, amour et chansonnette (Λατέρνα φτώχεια και φιλότιμο) de Níkos Koúndouros
- 1956 : L'Ogre d'Athènes (Ο δράκος) d'Alékos Sakellários
- 1956 : Jaloux comme un tigre (Ο ζηλιαρόγατος) de Yórgos Tzavéllas
- 1957 : Le Petit Fiacre (Το αμαξάκι) de Dínos Dimópoulos
- 1958 : La Lagune des désirs (Η Λίμνη των Πόθω) de Yorgos Zervos
- 1958 : Fin de crédit (Το τελευταίο ψέμμα) de Michael Cacoyannis
- 1958 : On ne vit qu'une fois (Μια ζωή την έχουμε) de Yórgos Tzavéllas
- 1959 : Qui aime bien châtie bien (Το Ξύλο Βγήκε Απ' τον Παράδεισο) d'Alékos Sakellários
- 1960 : Jamais le dimanche (Ποτέ την Κυριακή) de Jules Dassin
- 1960 : La Rivière (Το ποτάμι) de Níkos Koúndouros
- 1960 : Maddalena (Μανταλένα) de Dinos Dimopoulos
- 1961 : Aliki dans la marine (Η Αλίκη στο ναυτικό) d'Alékos Sakellários
- 1961 : Agapi kai thyella (Αγάπη και θύελλα) de Sokrates Kapsaskis
- 1961 : Alloimono stous neous (Αλίμονο στους νέους) d'Alékos Sakellários
- 1961 : I Liza toskase (Η Λίζα το 'σκασε) de Sokrates Kapsaskis
- 1961 : Hamena oneira (Χαμένα Όνειρα) d'Alékos Sakellários
- 1961 : Lisa et l'Autre (Η Λίζα και η άλλη) de Dínos Dimópoulos
- 1962 : It Happened in Athens d'Andrew Marton
- 1962 : La Bataille des Thermopyles de Rudolph Maté
- 1963 : Nine Miles to Noon d'Herbert J. Leder
- 1963 : America, America d'Elia Kazan
- 1964 : Topkapi de Jules Dassin
- 1966 : Ta skalopatia (Τα σκαλοπάτια) de Leonard Hirschfield
- 1968 : El Gringo (Blue) de Silvio Narizzano
- 1968 : Kataskopoi ston Saroniko (Κατάσκοποι στο Σαρωνικό) de Gregg Tallas
- 1970 : Les Héros de Yucca de Jean Negulesco
- 1973 : Le Piéton de Maximilian Schell
- 1974 : Sweet Movie de Dušan Makavejev
- 1975 : Face d'espion CIA (Faccia di spia) de Giuseppe Ferrara
- 1979 : Taxeidi tou melitos (Ταξίδι του μέλιτος) de Giorgos Panousopoulos
- 1983 : Memed My Hawk de Peter Ustinov
- 1988 : Enas erodios gia tin Germania (Ενας ερωδιος για την Γερμανια) de Stavros Tornes
- 1991 : Jours tranquilles d'août (Ήσυχες μέρες του Αυγούστου) de Pantelís Voúlgaris

## Autres compositions
- Eksi Laïkes zografies/gia mia mikri lefki achivada - "Six petits dessins populaires/pour une petite niche" (1954)
- To Katarameno Fid (Le serpent maudit), album musical (1958)
- Erimia  (Désert), album musical (1959)
- O Kyklos tou C.N.S. (Le cercle du C.N.S.), album musical (1959)
- Eksi Laïkes zografies (Six peintures populaires) (1959)
- Rantevou stin Kerkyra (Rendez-vous à Corfou) (1960)
- Apopse Aftoshediazoume - (Ce soir on improvise), album musical (1961)
- La Voleuse de Londres, album musical de Marie Bell et Mános Hadjidákis (1961)
- Ellas I Chora Ton Oneiron (Grèce, pays des rêves), album musical (1961)
- Odos Oniron (Rue des rêves) (1962)
- Pashalies Mesa Apo Tin Nekri Gi (Lilas dans la Terre morte), album musical (1962)
- Kaisar kai Kleopatra (César et Cléopatre), album musical (1962)
- Ornithes (Les Oiseaux) (1965), musique pour le spectacle-ballet de Maurice Béjart sur un livret de Philippe Dasnoy
- Matomenos gamos/Paramythi choris onoma - Mariage ensanglanté/Conte sans nom (1965)
- To Hamóyelo tis Tziokóndas (en) (Το Χαμόγελο Της Τζιοκόντας) - Le sourire de la Joconde (1965)
- Mythologia (Mythologie) op. 23, sur des poèmes de Nikos Gkatsos (1966)
- Kapetan Mihalis (Capitaine Mihalis) Op. 24, musique de scène pour une pièce tirée du roman de Nikos Kazantzakis (1966)
- Ilya Darling, comédie musicale, avec un livret de Jules Dassin, d'après son film Jamais le dimanche, créée à Broadway (1967)
- Reflections (en) - joué par le New York Rock & Roll Ensemble (en)  (1969)
- O Skliros Aprilis Tou '45 (Le dur avril de 45) (1974)
- Athanasia, album musical (1976)
- Ta paraloga- Les absurdités, album musical  (1976)
- Gia thn Elenh - Pour Hélène, album musical  (1978)
- I epochi tis Melissanthis - L'époque de Melissanthi (1980)
- Pornografia - Pornographie' (1982)
- I balades tis odou Athinas - Les ballades de la rue d'Athènes (1983)
- Skotini mitera - Mère obscure (1986)
- O Manos Hadzidakis sth Romaïki Agora - Manos Hadjidakis à l'Agora romaine  (1986)
- I laïki agora - L'Agora populaire (1987)
- To resital - Le Récital (1989)
- Ta tragoudia ths amartias - Les Chansons du péché (1996)
- Mousiki gia to theatro texchnis - Musique pour le théâtre d'art (2003)
- Reflections (2005) - joué par les Raining Pleasure et le New York Rock & Roll Ensemble

## Récompenses et distinctions
- 1960 : meilleure musique à la Semaine du cinéma grec 1960 (Thessalonique) pour La Rivière
- 1961 : Oscar de la meilleure chanson pour le film "Jamais le dimanche"